# Выборы губернатора Красноярского края (2023)
Очередные выборы губернатора Красноярского края, запланированные на 10 сентября 2023 года в единый день голосования.

## Предшествующие события
20 апреля 2023 года действующий губернатор Александр Усс объявил о решении уйти в отставку. В тот же день президент Владимир Путин назначил временно исполняющим обязанности губернатора края заместителя министра финансов Российской Федерации Михаила Котюкова. 21 апреля Котюков сообщил, что планирует участвовать в предстоящих выборах.

## Процедура
Губернатор Красноярского края избирается гражданами Российской Федерации на основе всеобщего равного и прямого избирательного права при тайном голосовании сроком на пять лет. Численность избирателей, зарегистрированных на территории Красноярского края, на 1 января 2023 года составила 2 048 023 человек.
Кандидат на пост губернатора должен быть старше 30 лет и выдвинут от политической партии (сам он может быть беспартийным или членом партии). Также кандидат должен пройти муниципальный фильтр, то есть собрать необходимое количество подписей муниципальных депутатов в поддержку своего выдвижения.

### Муниципальный фильтр
- Депутаты представительных органов и (или) избранные главы муниципальных образований 310 голосов (5 %);
- Депутаты представительных органов и (или) избранные главы муниципальных районов и городских округов 65 голосов (5 %);
- Муниципальные районы и городские округа 46 голосов (75 %).

## Кандидаты
| Кандидат          | Год рождения | Должность (на момент выдвижения)                                      | Партия                                    | Статус                                                          |
| ----------------- | ------------ | --------------------------------------------------------------------- | ----------------------------------------- | --------------------------------------------------------------- |
| Михаил Котюков    | 1976         | Временно исполняющий обязанности Губернатора Красноярского края       | Единая Россия                             | зарегистрирован                                                 |
| Андрей Новак      | 1975         | Заместитель председателя Законодательного Собрания Красноярского края | КПРФ                                      | зарегистрирован                                                 |
| Иван Серебряков   | 1978         | Директор ООО "РМЗ"                                                    | Родина                                    | отказ в регистрации                                             |
| Денис Терехов     | 1979         | Депутат Законодательного Собрания Красноярского края                  | Новые люди                                | 26 июля 2023 года отказался от участия в избирательной кампании |
| Ирина Иванова     | 1978         | Депутат Законодательного Собрания Красноярского края                  | Российская экологическая партия «Зелёные» | зарегистрирована                                                |
| Максим Маркерт    | 1977         | Депутат Законодательного Собрания Красноярского края                  | Справедливая Россия — За правду           | зарегистрирован                                                 |
| Александр Глисков | 1972         | Депутат Законодательного Собрания Красноярского края                  | Либерально-демократическая партия России  | зарегистрирован                                                 |

### Главный претендент
- Михаил Котюков — Временно исполняющий обязанности Губернатора Красноярского края[15]
- Александр Глисков — депутат Законодательного собрания Красноярского края от ЛДПР[16].